# Can Camps (Tortellà)
Can Camps és una masia situada al municipi de Tortellà, a la comarca catalana de la Garrotxa. Construïda al segle xiv, avui en dia alberga un centre de formació i una botiga de l'empresa Alqvimia, que hi organitza cursos per a professionals de l'estètica i tallers de benestar mental.